# Kosheen
Kosheen é uma banda britânica de drum and bass e trip rock formada em 1999 por Sian Evans, Markee Substance e Darren Decoder. 
O nome da banda é uma combinação das palavras japonesas "velho" (古, 'ko') e "novo" (新, 'shin'), embora também faça referência ao nome Cochise, o guerreiro apache da América do Norte.

## Discografia

### Álbuns de estúdio
| Ano  | Álbum        | Posições nas paradas musicais | Posições nas paradas musicais | Posições nas paradas musicais |
| Ano  | Álbum        | UK                            | AUS                           | US Electronic                 |
| ---- | ------------ | ----------------------------- | ----------------------------- | ----------------------------- |
| 2001 | Resist       | 8                             | 29                            | 15                            |
| 2003 | Kokopelli    | 7                             | 67                            | -                             |
| 2007 | Damage       | 95                            | -                             | -                             |
| 2012 | Independence |                               |                               |                               |
| 2013 | Solitude     |                               |                               |                               |

### Singles
| Ano  | Single                            | Posições nas paradas musicais | Posições nas paradas musicais | Posições nas paradas musicais | Posições nas paradas musicais | Posições nas paradas musicais | Posições nas paradas musicais | Posições nas paradas musicais |
| Ano  | Single                            | UK                            | AUS                           | US Dance Sales                | IRE                           | ITA                           | AUT                           | GER                           |
| ---- | --------------------------------- | ----------------------------- | ----------------------------- | ----------------------------- | ----------------------------- | ----------------------------- | ----------------------------- | ----------------------------- |
| 1999 | "Yes Men"                         | -                             | -                             | -                             | -                             | -                             | -                             | -                             |
| 1999 | "Dangerous Waters"                | -                             | -                             | -                             | -                             | -                             | -                             | -                             |
| 2000 | "Hide U"/"Empty Skies"            | 73                            | -                             | -                             | -                             | -                             | -                             | -                             |
| 2000 | "Catch"                           | 86                            | -                             | -                             | -                             | -                             | -                             | -                             |
| 2001 | "(Slip & Slide) Suicide"          | 50                            | -                             | -                             | -                             | -                             | -                             | -                             |
| 2001 | "Hide U (Remix)"                  | 6                             | 23                            | 15                            | -                             | -                             | -                             | -                             |
| 2001 | "Catch" (re-lançamento)           | 15                            | 27                            | -                             | -                             | -                             | -                             | -                             |
| 2002 | "Hungry"                          | 13                            | 53                            | -                             | -                             | -                             | -                             | -                             |
| 2002 | "Harder"                          | 53                            | -                             | -                             | -                             | -                             | -                             | -                             |
| 2003 | "All In My Head"                  | 7                             | 37                            | -                             | 34                            | 49                            | -                             | -                             |
| 2003 | "Wasting My Time"                 | 49                            | -                             | -                             | -                             | -                             | -                             | -                             |
| 2004 | "Avalanche" (apenas por download) | -                             | -                             | -                             | -                             | -                             | -                             | -                             |
| 2007 | "Overkill (Is It over Now?)"      | -                             | -                             | -                             | -                             | -                             | 66                            | 70                            |
| 2007 | "Guilty" (apenas por download)    | -                             | -                             | -                             | -                             | -                             | -                             | -                             |

### Videoclipes
| Ano  | Canção                      | Diretor        |
| ---- | --------------------------- | -------------- |
| 2001 | "Hide U"                    | Jason Smith    |
| 2001 | "Catch"                     | Jeff Thomas    |
| 2001 | "Hide U (US Version)"       |                |
| 2001 | "(Slip & Slide) Suicide"    |                |
| 2002 | "Hungry"                    |                |
| 2002 | "Harder"                    | Sven Harding   |
| 2003 | "All In My Head"            |                |
| 2003 | "Wasting My Time"           | Mike Lipscombe |
| 2003 | "Catch (BCDJ's Lounge Mix)" | Jeff Thomas    |
| 2007 | "Overkill"                  |                |
| 2007 | "Guilty"                    |                |
| 2012 | "Get A New One"             |                |